# Rene Busch
Rene Busch (Tallinn, 19 de julho de 1971) é um treinador de tênis e ex-tenista estoniano. Ele conseguiu ficar no alto ranking da ATP em 1995, no número 79. 
Ele foi o único vencedor de todos os tempos na equipe da Estônia de Copa Davis. Atualmente ele tem sua própria escola particular de tênis em Tallinn chamada "Rene Buschi Tennisekool".